# Bharata
De Bharata waren een stam uit de vedische tijd die een centrale rol speelden in de Rigveda. De gerelateerde Bharata waren gerelateerd aan de Puru die met de Yadu, Turvasha, Anu en Druhyu behoorden tot de vijf volken (mogelijk pancha-janah) uit de Rigveda. Deze vijf volken omvatten zo'n vijftig stammen (jana).
De Bharata waren kort voor het begin van de verhalen in de Rigveda in de Punjab gearriveerd. Hun stamhoofd was Sudas die zowel een Tritsu als een Bharata wordt genoemd. Mogelijk waren deze dezelfde, maar een andere mogelijkheid is dat de Tritsu een koninklijke familie waren van de stam Bharata. Dit was een kleine stam, maar met de komst van purohita Vishvamitra zouden deze aan kracht hebben gewonnen. Vishvamitra zou door Sudas aan de kant zijn gezet voor nieuwkomer Vasishtha, wat de nodige rivaliteit in de hand werkte.
De Tritsu kwamen daarna tegen een alliantie te staan van tien stammen, zowel arya als inheemse stammen (dasa), aangevoerd door de Puru en bijgestaan door Vishvamitra nadat deze door Sudas aan de kant was gezet. De Tritsu wisten in deze Slag van de Tien Koningen de overwinning te behalen, wat te danken zou zijn aan het aanroepen van de goden Indra en Varuna door Vasishtha en de offers (yajna) die aan de goden gebracht werden.
De Bharata domineerden daarna de andere stammen tot de Kuru's de vijftig stammen verenigden tot een enkele superstam.